# 麻布永坂町
麻布永坂町（あざぶながさかちょう）は、東京都港区にある町名である。麻布地区総合支所管内に当たる区域の一つで、麻布狸穴町とともに区内では住居表示未実施地域である。丁目の設定のない単独町名である。

## 概要
外苑東通りより古川（渋谷川）の谷へ向かう斜面に位置し、飯倉片町交差点と地下鉄麻布十番駅の中間にある。町域の大部分は住宅地となっており、著名人の邸宅などがある。また、麻布永坂町は古くから更科そばで有名であり、町内には更科そば本舗の布屋太兵衛がある。

## 歴史

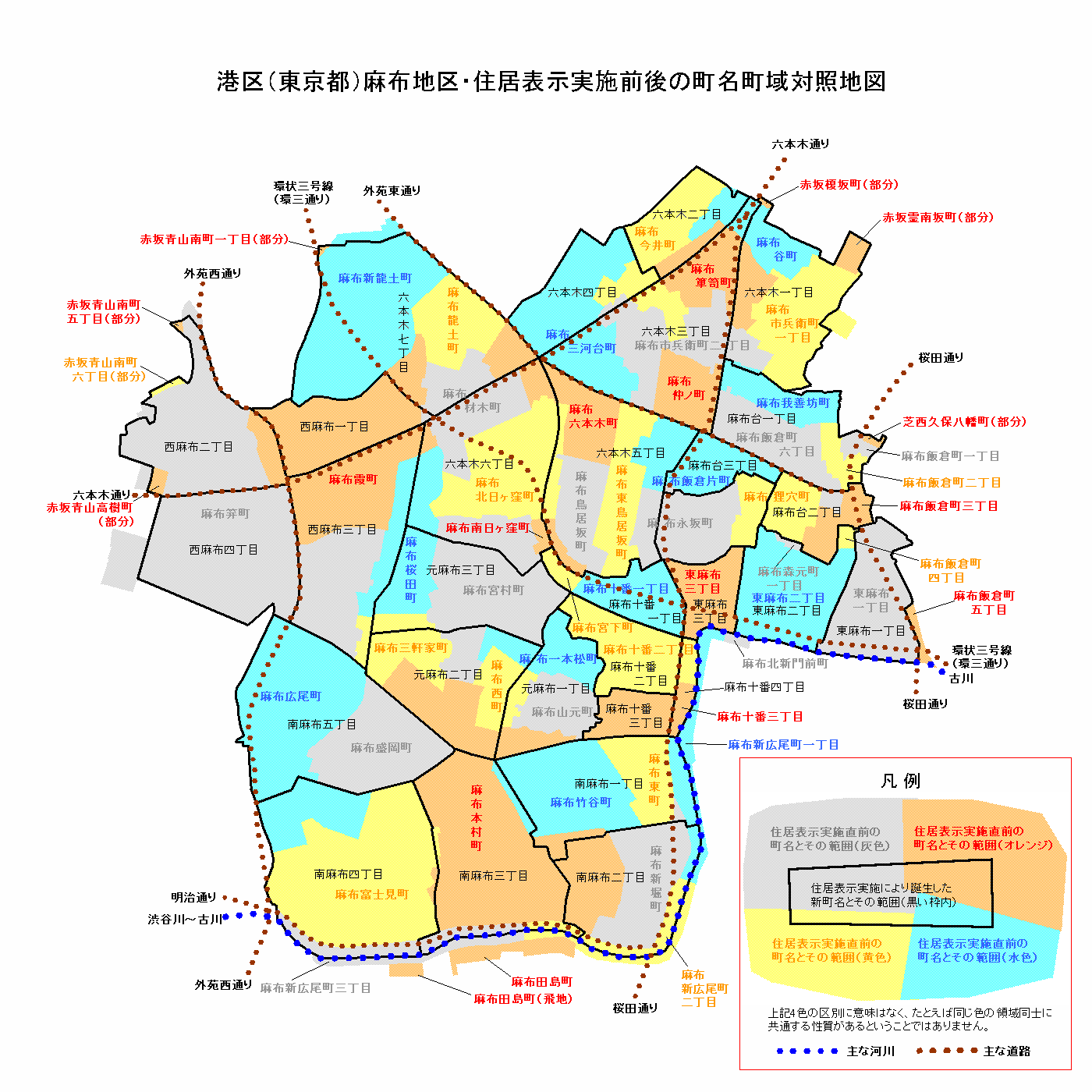
麻布地区住居表示対照図（クリックで拡大）。麻布永坂町は中央やや右。

1962年（昭和37年）以降、麻布永坂町の範囲は徐々に縮小している。

### 残された旧町名
住居表示に関する法律が成立した1962年（昭和37年）以降、港区においても新たな街画が設定されてそれまでの歴史ある町名が次々と消滅、1978年（昭和53年）には町名変更の実施率が97.4%に達していた。この際に最後まで残ったのが麻布永坂町と麻布狸穴町であり、これら二町の名称は現在まで存続することとなった。
これは、麻布狸穴町の住民であった世界経済調査会理事長・木内信胤が、「歴史的にも古く、価値のある町名はきちんと後世まで残すべき」と、住居表示の施行を強行する行政に対して異を唱え、脚本家・松山善三が中心となって、住民による反対運動が行われた結果である。麻布永坂町では、ここに居を構えるブリヂストン創業者・石橋正二郎をはじめ、蕎麦屋・永坂更級の主人らも住居表示の実施に対して強固に異を唱えた。

### 沿革
- 1713年（正徳3年） - 麻布の低地より芝方面へ抜ける長い坂（永坂）に因み、麻布永坂町・飯倉永坂町と名づけられ町奉行の支配となる。
- 1868年（明治元年） - 東京府成立に伴い、麻布永坂町は東京府に所属する。
- 1869年（明治2年） - 隣接する飯倉永坂町と麻布永坂光照寺門前を合併する。
- 1878年（明治11年） - 麻布区成立に伴い、東京府麻布区麻布永坂町となる。
- 1889年（明治22年）5月1日 - 東京市成立に伴い、東京市麻布区麻布永坂町となる。
- 1911年（明治44年）5月1日 - 町名より「麻布」の冠称が省かれ、麻布区永坂町となる。
- 1947年（昭和22年）3月15日 - 麻布区が芝区・赤坂区と合併して新たに港区が成立。それに伴い町名に再び「麻布」の冠称がつき、東京都港区麻布永坂町となる。
- 1962年（昭和37年）7月1日実施の区画整理に伴い、同年9月30日付けで麻布永坂町の南の一部（東京都道319号環状三号線沿線など）が麻布狸穴町・麻布十番一丁目・東麻布三丁目に編入。
- 1967年（昭和42年）7月1日 1964年（昭和39年）度から実施され始めた新住居表示に伴い東京都道415号高輪麻布線以西が六本木五丁目に編入。
- 1976年（昭和51年）10月1日に北端のごく一部が麻布台三丁目に編入。

## 永坂
永坂（ながさか、長坂）は、麻布永坂町の町名の起源となった坂であり、港区麻布永坂町と六本木5丁目との間を北から南に下る長い坂である。
現在は飯倉片町交差点（外苑東通り）から麻布十番・一の橋交差点まで下る東京都道（東京都道415号高輪麻布線）となっており、道は首都高速都心環状線の高架橋に覆われてしまっている。坂の上、飯倉片町交差点手前には首都高速道路の飯倉出口がある。また、坂の途中の麻布永坂町には永坂更科布屋太兵衛（店舗ではなく本社社屋 ）がある。
永坂（長坂）の名称についてはこれまで、起因不明（『新撰東京名所図会』）、「長い坂だから。あるいは、付近住人の名前から」（『新編江戸志』）、「長坂氏が居住していたためというのは付会（こじつけ）の説」（『麻布区史』）など、様々な解説がなされている。
正岡子規には永坂を詠んだ俳句 「蕎麦屋出て永坂上る寒さかな」がある。

## 世帯数と人口
2025年（令和7年）4月1日現在（港区発表）の世帯数と人口は以下の通りである。
- 世帯数 : 123世帯
- 人口 : 279人

### 人口の変遷
国勢調査による人口の推移。
| 年                 | 人口 |
| ------------------ | ---- |
| 1995年（平成7年）  | 147  |
| 2000年（平成12年） | 116  |
| 2005年（平成17年） | 145  |
| 2010年（平成22年） | 149  |
| 2015年（平成27年） | 222  |
| 2020年（令和2年）  | 242  |

### 世帯数の変遷
国勢調査による世帯数の推移。
| 年                 | 世帯数 |
| ------------------ | ------ |
| 1995年（平成7年）  | 66     |
| 2000年（平成12年） | 58     |
| 2005年（平成17年） | 80     |
| 2010年（平成22年） | 58     |
| 2015年（平成27年） | 91     |
| 2020年（令和2年）  | 113    |

## 学区
区立小・中学校に通う場合、学区は以下の通りとなる（2022年4月現在）。
- 区域 : 全域
  - 小学校 : 港区立麻布小学校
  - 中学校 : 港区立六本木中学校

## 事業所
2021年（令和3年）現在の経済センサス調査による事業所数と従業員数は以下の通りである。
- 事業所数 : 25事業所
- 従業員数 : 189人

### 事業者数の変遷
経済センサスによる事業所数の推移。
| 年                 | 事業者数 |
| ------------------ | -------- |
| 2016年（平成28年） | 18       |
| 2021年（令和3年）  | 25       |

### 従業員数の変遷
経済センサスによる従業員数の推移。
| 年                 | 従業員数 |
| ------------------ | -------- |
| 2016年（平成28年） | 140      |
| 2021年（令和3年）  | 189      |

## 施設
- スリランカ大使官邸
- 参議院副議長公邸

## その他

### 日本郵便
- 郵便番号 : 106-0043[3]（集配局 : 芝郵便局[18]）。

## 参考資料
- 『まち探訪ガイドブック』 - 2007年度版、港区発行